# Художня гімнастика на Всесвітніх іграх 2001
Змагання з художньої гімнастики на Всесвітніх іграх 2001 року пройшли з 23 по 24 серпня в Акіті, Японія.

### Медальний залік
| Місце  | Країна   | Золото | Срібло | Бронза | Загалом |
| ------ | -------- | ------ | ------ | ------ | ------- |
| 1      | Росія    | 4      | 4      | 0      | 8       |
| 2      | Білорусь | 0      | 0      | 4      | 4       |
| Всього | Всього   | 4      | 4      | 4      | 12      |

## Медалісти
| Дисципліна          | Золото             | Срібло               | Бронза               |
| Особиста першість   | Особиста першість  | Особиста першість    | Особиста першість    |
| ------------------- | ------------------ | -------------------- | -------------------- |
| Вправа зі скакалкою | Ірина Чащина (RUS) | Ляйсан Утяшева (RUS) | Олена Ткаченко (BLR) |
| Вправа з обручем    | Ірина Чащина (RUS) | Ляйсан Утяшева (RUS) | Олена Ткаченко (BLR) |
| Вправа з м'ячем     | Ірина Чащина (RUS) | Ляйсан Утяшева (RUS) | Олена Ткаченко (BLR) |
| Вправа зі булавами  | Ірина Чащина (RUS) | Ляйсан Утяшева (RUS) | Олена Ткаченко (BLR) |

#### Вправа зі скакалкою
| Місце | Гімнастка             | Сума   |
| ----- | --------------------- | ------ |
| 1     | Ірина Чащина (RUS)    | 29,050 |
| 2     | Ляйсан Утяшева (RUS)  | 28,500 |
| 3     | Олена Ткаченко (BLR)  | 27,000 |
| 4     | Альмудена Сід (ESP)   | 25,475 |
| 5     | Естер Домінгес (ESP)  | 25,775 |
| 6     | Аї Йокоші (JPN)       | 25,550 |
| 7     | Джессіка Говард (USA) | 25,350 |
| 8     | Бріджитта Гаріс (HUN) | 24,450 |

#### Вправа з обручем
| Місце | Гімнастка             | Сума   |
| ----- | --------------------- | ------ |
| 1     | Ірина Чащина (RUS)    | 28,175 |
| 2     | Ляйсан Утяшева (RUS)  | 27,850 |
| 3     | Олена Ткаченко (BLR)  | 26,925 |
| 4     | Альмудена Сід (ESP)   | 25,475 |
| 5     | Юкарі Мурата (JPN)    | 25,350 |
| 6     | Естер Домінгес (ESP)  | 25,225 |
| 7     | Джессіка Говард (USA) | 24,250 |
| 8     | Мойка Роде (SLO)      | 23,350 |

#### Вправа з м'ячем
| Місце | Гімнастка             | Сума   |
| ----- | --------------------- | ------ |
| 1     | Ірина Чащина (RUS)    | 28,625 |
| 2     | Ляйсан Утяшева (RUS)  | 28,200 |
| 3     | Олена Ткаченко (BLR)  | 27,125 |
| 4     | Альмудена Сід (ESP)   | 26,300 |
| 5     | Джессіка Говард (USA) | 25,400 |
| 6     | Естер Домінгес (ESP)  | 25,050 |
| 7     | Мері Сандерс (CAN)    | 24,975 |
| 8     | Аї Йокоші (JPN)       | 24,800 |

#### Вправа зі булавами
| Місце | Гімнастка             | Сума   |
| ----- | --------------------- | ------ |
| 1     | Ірина Чащина (RUS)    | 28,575 |
| 2     | Ляйсан Утяшева (RUS)  | 27,425 |
| 3     | Олена Ткаченко (BLR)  | 26,850 |
| 4     | Альмудена Сід (ESP)   | 26,075 |
| 5     | Джессіка Говард (USA) | 25,550 |
| 6     | Юкарі Мурата (JPN)    | 24,650 |
| 7     | Естер Домінгес (ESP)  | 24,475 |
| 8     | Чо Йон-Чун (KOR)      | 24,450 |